# Love Will Keep Us Alive
"Love Will Keep Us Alive" é uma música escrita por Jim Capaldi, Paul Carrack e Peter Vale, gravada pela banda Eagles.
É o segundo single do álbum Hell Freezes Over.

## Paradas
Singles
| Ano  | Single                    | Parada             | Posição |
| ---- | ------------------------- | ------------------ | ------- |
| 1994 | "Love Will Keep Us Alive" | Adult Contemporary | 1       |
| 1995 | "Love Will Keep Us Alive" | Adult Top 40       | 37      |
| 1995 | "Love Will Keep Us Alive" | Top 40 Mainstream  | 27      |